# Ploaie în luna lui Marte
Ploaie în luna lui Marte este o poezie de Nichita Stănescu din volumul O viziune a sentimentelor, apărut în 1964. Primele două strofe ale poemului sunt
| “ | Ploua infernal, și noi ne iubeam prin mansarde. Prin cerul ferestrei, oval, norii curgeau în luna lui Marte. Pereții odăii erau neliniștiți, sub desene în cretă. Sufletele noastre dansau nevăzute-ntr-o lume concretă. ... | ” |

Cunoscutul cantautor Nicu Alifantis a compus o melodie, care a devenit foarte populară, pe versurile poemului Ploaie în luna lui Marte. Ulterior, melodia a cunoscut consacrarea națională în interpretarea sa și a Paulei Seling. 